# Hans Jürgen Stöcker
Hans Jürgen Stöcker (* 11. November 1928; † 12. November 2004 in Hamburg) war ein deutscher Manager und Verbandsfunktionär in der Schifffahrt.

## Leben und Wirken
Von 1965 bis 1982 gehörte der 1956 promovierte Wirtschaftsjurist der Hapag-Lloyd AG an, davon ab 1968 bis zu seinem Ausscheiden 1982 als Mitglied des Vorstandes und verantwortlich für das Ressort Finanzen.
Von 1977 bis 1982 war er Mitglied des Verwaltungsrates und von 1981 bis 1982 Vorsitzender des Verbandes Deutscher Reeder. Von 1986 bis 1993 war er Vorsitzender des Verbandes Deutscher Küstenschiffseigner, bis diese im Jahr 1993 miteinander fusionierten.
Stöcker war Referent auf Fachtagungen zum Thema Schifffahrt und ist Mitautor von Fachbüchern.
Stöcker lebte in Hamburg.